# آدام وارلاک
آدام وارلاک (در اصل هیم) یک شخصیت تخیلی و ابر قهرمان در کتاب‌های کامیک مارول کامیکس می‌باشد. این کاراکتر به وسیلهٔ استن لی و جک کربی خلق شده و در چهار شگفت‌انگیز شماره ۶۶ام (سپتامبر ۱۹۶۷) در یک پیله و در شماره ۶۹ام (اکتبر ۱۹۶۷) در حالت یک انسان معرفی شد.
در طول عصر نقره‌ای کتاب‌های کامیک، این شخصیت بیش از چهار دهه در کتاب‌های مارول کامیک از جمله نخستین مارول، قصه‌های عجیب و چند سری محدود و با نام خودش دیده شده. جدا از کتاب‌های کامیک، شرکت مارول از آدام وارلاک در دیگر کالاهای خود از جمله پوشاک، اسباب‌بازی، ورق بازی، انیمیشن‌های تلویزیونی و بازی‌های رایانه‌ای استفاده کرده است.